# كولن جي. كالوواي
كولن جي. كالوواي (بالإنجليزية: Colin G. Calloway)‏ هو مؤرخ أمريكي، ولد في 1953.